# Kvantitativ lättnad
Kvantitativ lättnad (en försvenskning av engelskans Quantitative easing, QE; på engelska används också termen large-scale asset purchases) är en okonventionell metod med vilken centralbanker stimulerar den nationella ekonomin. Metoden innebär i praktiken att en centralbank köper upp obligationer från stater eller från privata företag . När efterfrågan på obligationerna ökar, blir räntan som köparen kompenseras med lägre. Företag och stater får då en signal om att det kommer bli lättare att få finansiering för nya lån.  

## Effektivitet
Enligt IMF har de kvantitativa lättnader som centralbankerna i de stora utvecklade länderna genomfört under finanskrisen bidragit till en minskad systemrisk för banksystemet som helhet. IMF har också framhållit att de kvantitativa lättnaderna har bidragit till bättre marknadsförtroende och att recessionen i G7-länderna inte blev lika djup som den annars skulle ha blivit under 2009.